# Агол, Израиль Иосифович
Изра́иль Ио́сифович Аго́л (7(20) ноября 1891, Бобруйск, Минская губерния — 10 марта 1937,Москва) — советский учёный-генетик, философ биологии. Действительный член Коммунистической Академии (1929), академик АН УССР (1934). 10 марта 1937 года расстрелян.

## Биография
Родился в большой семье еврея-плотника. Окончил гимназию в Вильно. Был членом РСДРП; с октября 1917 года — большевик. В 1919 году был членом ЦИК Белоруссии. Участник Гражданской войны в 1919—1921 годах.
С 1921 года работал в редакциях газет «Правда» и «Труд», одновременно учился на медицинском факультете Московского университета, после окончания которого в 1923 году, работал психиатром.
Активно участвовал в коммунистической философской дискуссии по биологии в 1920-е и начале 1930-х гг., так называемой «дискуссии механицистов и диалектиков», по проблемам взаимоотношения естествознания и философии методологии. Сторонник материалистической диалектики А. М. Деборина, критика механицизма.
В 1924 году входил в первый состав слушателей естественного отделения Института Красной профессуры в Москве, который окончил в 1927 году.
С 1926 года работал в Московском зоотехническом институте, с 1928 года руководил Биологическим институтом им. К. А. Тимирязева Коммунистической Академии (ныне Институт проблем экологии и эволюции имени А. Н. Северцова РАН).
В 1929—1930 гг. был профессором кафедры исторического материализма этнологического факультета Коммунистического университета им. Свердлова.
В 1931 году находился в научной командировке в США, где работал в лаборатории генетика Германа Джозефа Мёллера, ученика Томаса Ханта Моргана (будущего лауреата Нобелевской премии по физиологии и медицине (1946)).
После возвращения в СССР, с 1932 года — во Всеукраинской ассоциации марксистско-ленинских научно-исследовательских институтов, в 1933—1934 — в качестве вице-президента, с 1934 по 1936 год работал заведующим отделом Института зоологии и биологии АН УССР.
Член редакционной коллегии журнала «Естествознание и марксизм» (1929—1930). Основатель и первый ответственный редактор научного журнала «Успехи современной биологии» (1932).
Арестован в Киеве в декабре 1936 года (по другим данным, 27 мая) по обвинению во вредительстве. Расстрелян 10 марта 1937 года как троцкист.
По поводу ареста советских учёных-генетиков И. И. Агола, Н. И. Вавилова и С. Г. Левита в декабре 1936 года американский учёный Ч. Б. Давенпорт обратился с письмом к Госсекретарю США в котором писал:

Я как генетик решительно протестую по поводу действий Советского правительства в отношении моих коллег Левита, Агола и Вавилова. Этим учёным принадлежат исследования высочайшего уровня, и именно благодаря их научной активности мировое сообщество генетиков информирует их о своих достижениях в генетике. Трое учёных, о которых идёт речь, значительно увеличили наши познания в генетике, принеся при этом большую пользу СССР.— Наследие:документы, публикации. Ю.И.Вавилов, доктор физико-математических наук. Неизвестное письмо американского ученого в защиту советских генетиков
Реабилитирован посмертно.

## Семья
- Сын — Вадим Агол (род. 1929), генетик, вирусолог, член-корреспондент РАН.
- Брат — Шолом Иосифович Агол (1898—1938), в 1937 году директор Ташкентского института марксизма-ленинизма. Расстрелян в октябре 1938 г. по приговору в/с ВКВС СССР. Реабилитирован посмертно.

## Научная деятельность
Основные научные работы относятся к генетике и философским вопросам естествознания. Исследовал генетические изменения у насекомых (на примере дрозофилы) и микроорганизмов под влиянием рентгеновского излучения.
Изучал доминантность в процессе генетических изменений.
Ряд работ посвящён критике неовитализма и неодарвинизма. В книге «Диалектический метод и эволюционная теория» показал некоторые недостатки дарвинизма и плодотворность воздействия генетики и диалектики на теорию Дарвина.
В 1929 году, будучи сотрудником генетической лаборатори, под руководством А. С. Серебровского выполнил оригинальную работу по изучению тонкой структуры гена.
Один из авторов теории ступенчатого аллеломорфизма (делимости гена). Разрабатывал также проблемы органической целесообразности.

## Избранные труды
- «Диалектический метод и эволюционная теория» (1927),
- «Витализм, механистический материализм и марксизм» (1928);
- «Происхождение животных и человека» (1935);
- «Хочу жить. Автобиографическая повесть» (1936).